# 사도 (인천 중구)

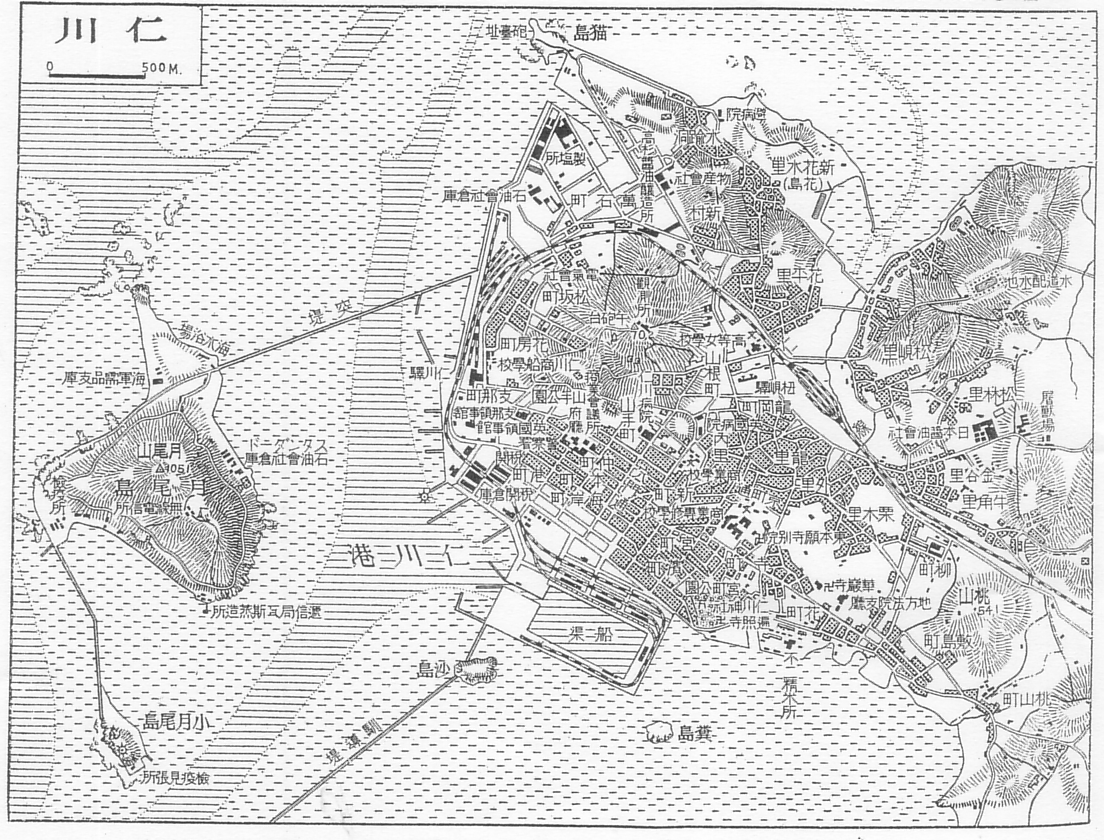
사도가 기록된 1930년경의 지도

사도(沙島)는 인천광역시 중구에 위치했던 섬이다. 1911년 인천항 조성 사업으로 인해 육지가 되었다.